# Club Deportivo Marte
El Club Deportivo Marte o Marte Fútbol Club fou un club de futbol mexicà de la ciutat de Cuernavaca, estat de Morelos.

## Història
El Marte fou un dels equips més competitius durant l'era amateur del futbol mexicà i dels primers anys del futbol professional. El club va néixer a la Ciutat de Mèxic vers el 1928. Durant tota l'època amateur i gran part de la professional el club estigué lligat a aquesta ciutat. En els seus orígens estigué format per membres de l'exèrcit mexicà.
El club guanyà el seu primer campionat amateur el 1928-1929, només un any després del seu debut. L'equip fou la base de la selecció mexicana que un any més tard participà en la Copa del Món de l'Uruguai 1930
|   | Equip     | J | G | E | P | Pts |
| 1 | Marte FC  | 8 | 7 | 0 | 1 | 14  |
| 2 | España FC | 8 | 6 | 1 | 1 | 13  |
| 3 | America   | 8 | 5 | 1 | 2 | 11  |
| 4 | Atlante   | 8 | 5 | 0 | 3 | 10  |
| 5 | Necaxa    | 8 | 5 | 0 | 3 | 10  |
| 6 | Asturias  | 8 | 3 | 1 | 4 | 7   |
| 7 | Germania  | 8 | 2 | 0 | 6 | 4   |
| 8 | Aurrerá   | 8 | 0 | 2 | 6 | 2   |
| 9 | México FC | 8 | 0 | 1 | 7 | 1   |

El segon campionat arribà el 1942-1943, 14 anys després, superant l'Atlante a la classificació final. A l'equip destacaren el migcampista Víctor Manuel Piñal Vázquez, que jugava amb mig al costat de Bonilla, i el davanter "Pirata" Fuente.
|   | Equip               | J  | G | E | P | Pts |
| 1 | Marte FC            | 14 | 8 | 3 | 3 | 19  |
| 2 | Atlante             | 14 | 7 | 4 | 3 | 18  |
| 3 | Necaxa              | 14 | 7 | 3 | 4 | 17  |
| 4 | Moctezuma           | 14 | 5 | 3 | 6 | 13  |
| 5 | Selecció de Jalisco | 14 | 5 | 2 | 7 | 12  |
| 6 | España              | 14 | 4 | 4 | 6 | 12  |
| 7 | América             | 14 | 5 | 1 | 8 | 11  |
| 8 | Asturias            | 14 | 4 | 2 | 8 | 10  |

El futbol mexicà entra en l'època professional el 1943, amb la creació de la nova Lliga mexicana de futbol. El Marte fou un dels clubs convidats i, per tant, fundador, de la nova lliga. La primera temporada (1943-1944) no fou bona i el club es classificà últim amb només 4 victòries i 12 punts. La temporada 1952-1953 el Marte canvià la seva seu des de la capital fins a la ciutat de Cuernavaca, estat de Morelos. Només un any després el club assoleix el seu major èxit en proclamar-se campió nacional, dirigit per Ignacio Trelles a la banqueta.
|    | Equip       | J  | G  | E | P  | Pts |
| 1  | Marte FC    | 22 | 11 | 4 | 7  | 26  |
| 2  | Oro         | 22 | 12 | 1 | 9  | 25  |
| 3  | Puebla      | 22 | 8  | 9 | 5  | 25  |
| 4  | Tampico     | 22 | 9  | 5 | 8  | 23  |
| 5  | Toluca      | 22 | 8  | 7 | 7  | 23  |
| 6  | Guadalajara | 22 | 9  | 4 | 9  | 22  |
| 7  | Necaxa      | 22 | 9  | 4 | 9  | 22  |
| 8  | León        | 22 | 10 | 1 | 11 | 21  |
| 9  | América     | 22 | 7  | 6 | 9  | 20  |
| 10 | Zacatepec   | 22 | 9  | 2 | 11 | 20  |
| 11 | Atlante     | 22 | 7  | 5 | 10 | 19  |
| 12 | Atlas       | 22 | 7  | 4 | 11 | 18  |

Aquest mateix any, el 1954, es proclamà Campeón de Campeones davant el Club América, amb un marcador de 3-2.
Sorprenentment, en només un any, el club va passar de la glòria del campionat de lliga al descens i la desaparició. Fou la temporada 1954-1955. El seu lloc l'ocupà l'ascendit Atlas. El 1956, mentre jugava a Segona, el Marte fou expulsat de la Federació Mexicana de Futbol, per haver alineat indegudament dos jugadors.
Els darrers anys hi ha hagut diversos intents de fer renéixer el club. El darrer d'ells fou un projecte anomenat Marte Morelos FC, que jugà diverses temporades a la Primera B fins a l'estiu de 1998, quan descendí. El seu darrer títol l'assolí a Segona Divisió el 2000, any en què tornà a ascendir a 1a B, aquest cop amb el nom de Potros Marte Pegaso.

### Trajectòria esportiva
| Temporada  | Divisió     | Posició | Notes             |
| ---------- | ----------- | ------- | ----------------- |
| 1943-44    | Primera     | 10è     | Ingrés a la lliga |
| 1944-45    | Primera     | 11è     | -                 |
| 1945-46    | Primera     | 12è     | -                 |
| 1946-47    | Primera     | 15è     | -                 |
| 1947-48    | Primera     | 13è     | -                 |
| 1948-49    | Primera     | 11è     | -                 |
| 1949-50    | Primera     | 9è      | -                 |
| 1950-51    | Primera     | 11è     | -                 |
| 1951-52    | Primera     | 10è     | -                 |
| 1952-53    | Primera     | 7è      | -                 |
| 1953-54    | Primera     | 1r      | Campió            |
| 1954-55    | Primera     | 12è     | Descens           |
| 1955-56    | Segona      | 13è     | Desaparició       |
| 1992-93    | Segona      | 9è      | Reaparició        |
| 1993-94    | Segona      | 6è      | -                 |
| 1994-95    | Primera 'A' | 7è      | -                 |
| 1995-96    | Primera 'A' | 15è     | -                 |
| Hivern '96 | Primera 'A' | 3r      | -                 |
| Estiu '97  | Primera 'A' | 16è     | -                 |
| Hivern '97 | Primera 'A' | 21è     | -                 |
| Estiu '98  | Primera 'A' | 21è     | Desaparició       |
| Hivern '00 | Primera 'A' | 4t      | Reaparició        |
| Estiu '01  | Primera 'A' | 8è      | Desaparició       |

## Palmarès
Guanyà quatre tornejos nacionals :
Era amateur
- Lliga Amateur del Districte Federal (2): 1928-1929, 1942-1943

Era professional
- Lliga mexicana de futbol (1): 1953-1954
- Campió de Campions (2): 1943, 1954
- Segona divisió mexicana (1): Estiu 2000